# つるのうた
『つるのうた』は、2009年4月22日にポニーキャニオンから発売されたつるの剛士のカバーアルバムである。アルバムタイトルには長女の名前もかけている。

## 概要
フジテレビ系『第11回お笑い芸人歌がうまい王座決定戦スペシャル』内で「M」を歌った際にくりぃむしちゅー有田哲平に「つるのくん、カバーアルバム出せば?」と言われ、つるのは「今は羞恥心があるので」と冗談交じりで返したが、2008年12月13日の羞恥心のイベントで上地雄輔とともにソロでのCD発売を発表した。また、羞恥心のプロデューサーである島田紳助からは「人の歌を歌うのは難しい」と当時反対されていたと、雑誌で語っている。
アルバムのカラーは、『つるのうた』が赤色、次作『つるのおと』が青色、ライブDVD『つるのいろ』が黄色と羞恥心のカラーになっている。
本作品の発売を受け、つるのがパーソナリティを務めていたラジオ番組『BPR5000』がタイアップとして、CD発売前日に一夜限りの復活をした。
2009年5月第1週付オリコン週間アルバムチャートで1位を獲得。なお、カバーアルバムの男性ソロでの首位獲得は吉田拓郎、徳永英明に次ぎ3人目の記録となった。また、翌々週の週間アルバムチャートでは1位の徳永英明『WE ALL』に約400枚の僅差で2位を獲得した。
第51回日本レコード大賞の企画賞に次作『つるのおと』と共に受賞した。
2012年3月14日にカバーアルバム第3弾『つるのうた2』を発売した。

### CDタイプ
- CD＋DVD (PCCA-02896) 3500円
- CD (PCCA-02897) 2940円

## アルバム発売後
2010年12月1日に日本武道館で行われたチャリティーイベント『Act Against AIDS 2010』で、つるのがシークレットゲストとして登場し、元プリンセス・プリンセスの岸谷香（旧名：奥居香）と共に「M」を披露した。ほかにも、アルバム内でカバーした森山直太朗の楽曲「愛し君へ」を2010年6月19日放送の『MUSIC FAIR』で森山直太朗とつるのとw-inds.の橘慶太の3人でコラボで歌を披露したり、歌ってはいないが番組内で斉藤和義やKANと共演している。

## 収録楽曲

### CD
1. M / プリンセス プリンセス (1988年) ＜第11回、オールスター「お笑い芸人歌がうまい王座決定戦スペシャル」で披露している。＞
  - 作詞:富田京子、作曲:奥居香、編曲:KOJIMAZ
  - 1988年11月21日発売「LET'S GET CRAZY」収録
2. プライマル / ORIGINAL LOVE (1996年)
  - 作詞・作曲:田島貴男、編曲:上杉洋史
  - 1996年2月5日発売「プライマル」収録
3. 最後の雨 / 中西保志 (1992年)
  - 作詞:夏目純、作曲:都志見隆、編曲:REO
  - 1992年8月10日発売「最後の雨」収録
4. 愛し君へ / 森山直太朗 (2004年) ＜2008年10月4日の「ヘキサゴンファミリーコンサート」で披露した。＞
  - 作詞・作曲:森山直太朗、作詞:御徒町凧、編曲:岩室晶子
  - 2004年5月26日発売アルバム「新たなる香辛料を求めて」収録
5. 歩いて帰ろう / 斉藤和義 (1994年) ＜Beポンキッキのお台場冒険王ライブで歌っている。＞
  - 作詞・作曲:斉藤和義、編曲:上杉洋史
  - 1994年6月1日発売「歩いて帰ろう」収録
  - フジテレビ系『イケタク』テーマソング
6. 君に会うまでは / 浜田省吾 (1977年)
  - 作詞・作曲:浜田省吾、編曲:鈴木Daichi秀行
  - 1977年5月21日発売アルバム「LOVE TRAIN」収録
7. One more time, One more chance / 山崎まさよし (1997年)
  - 作詞・作曲:山崎将義、編曲:鈴木Daichi秀行
  - 1997年1月22日発売「One more time，One more chance」収録
8. WINDING ROAD / 絢香×コブクロ (2007年) ＜｢史上最強のメガヒットカラオケBEST100｣で歌っている。＞
  - 作詞・作曲:絢香・小渕健太郎・黒田俊介、編曲:松浦晃久
  - 中村あゆみとSkoop On SomebodyのTAKEと歌っている。
  - 2007年2月28日発売「WINDING ROAD」収録
9. 何もかもが君だった (つるの剛士version) / 羞-Shu- (2008年) ＜羞恥心のCDで初めてソロで歌った曲。＞
  - 作詞:カシアス島田、作曲:高原兄、編曲:斎藤文護・岩室晶子
  - 2008年12月10日発売「弱虫サンタ」収録
10. オリビアを聴きながら / 杏里 (1978年)、尾崎亜美 (1980年)
  - 作詞・作曲:尾崎亜美、編曲:REO
  - 1978年11月5日発売「オリビアを聴きながら」収録
11. 永遠 / KAN (1991年)
  - 作詞・作曲:KAN、編曲:斎藤文護・岩室晶子
  - 1991年5月22日発売アルバム「ゆっくり風呂につかりたい」収録
12. ペガサス幻想 / MAKE-UP (1986年) ＜つるのが好きなアニメ｢聖闘士星矢｣の主題歌。＞
  - 作詞:竜真知子、作曲:松澤浩明 & 山田信夫、編曲:斎藤文護・岩室晶子
  - 1986年10月21日発売「ペガサス幻想 / 永遠ブルー」収録
  - サザエオールスターズで同じメンバーのLUNA SEAの真矢がドラムを担当している。

### DVD
1. 「M」PV（2バージョン）
  - 収録PVの「M~Another Story~」はドラマ仕立てで、イニシャル「M」の彼女役として里田まいが出演している。
2. 「永遠」PV
  - プライベート映像が中心となっており、つるのの妻がPV撮影に協力している。